# Viltxa
Viltxa (en ucraïnès Вільча i en rus Вильча) és una vila de la província de Khàrkiv, Ucraïna. El 2021 tenia 1.663 habitants.